# ليزلي نيكول
ليزلي نيكول (بالإنجليزية: Lesley Nicol)‏ (و. 1953  م) هي ممثلة، وممثلة مسرحية، وممثلة أفلام  بريطانية، ولدت في مانشستر، بدأت مشوارها المهني سنة 1986.

## التعليم
تعلمت في مدرسة جيلدهول.

## وصلات خارجية
- ليزلي نيكول على موقع IMDb (الإنجليزية)
- ليزلي نيكول على موقع قاعدة بيانات الأفلام العربية
- ليزلي نيكول على موقع ألو سيني (الفرنسية)
- ليزلي نيكول على موقع أول موفي (الإنجليزية)
- ليزلي نيكول على موقع قاعدة بيانات الأفلام السويدية (السويدية)
- ليزلي نيكول على موقع قاعدة بيانات الفيلم (الإنجليزية)
- ليزلي نيكول على موقع كينوبويسك (الروسية)